# Rio Ratones

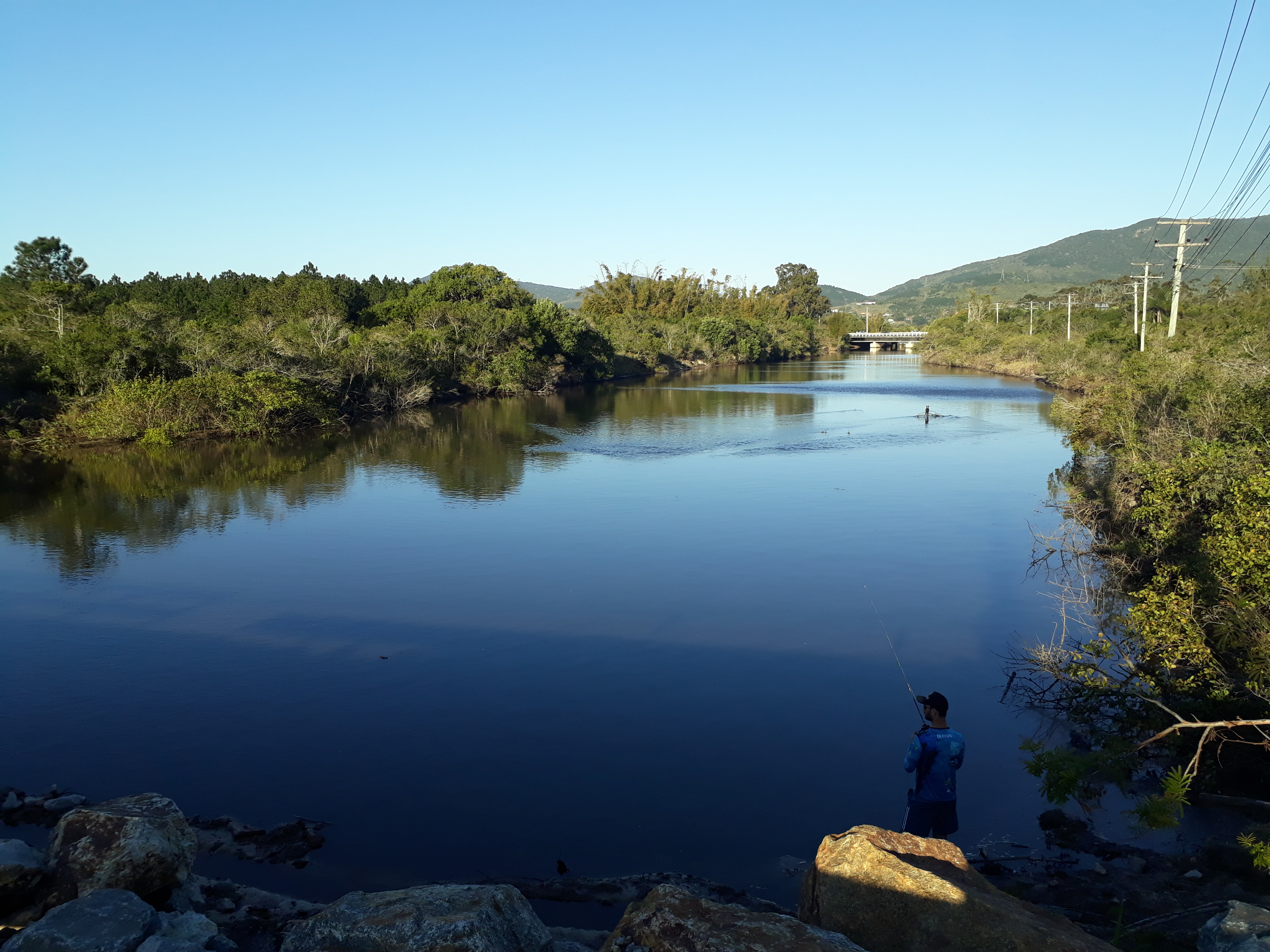
Le Rio Ratones dans la municipalité de Florianopolis, au sud du Brésil.

Le rio Ratones est une rivière brésilienne de l'État de Santa Catarina.
Il s'agit d'une petite rivière qui n'a d'importance qu'à l'échelle de l'île de Santa Catarina. Il donne son nom à la localité de Ratones, au centre-nord de l'île. Il se jette dans la baie Nord, après avoir traversé la réserve écologique Carijós, où se trouve la "mangrove du rio Ratones", couvrant 6,25 km².
Il s'agit du principal bassin hydrographique de la municipalité de Florianópolis, recevant les eaux de 61 km², depuis les districts de Ratones, Canasvieiras, Cachoeira do Bom Jesus et Santo Antônio de Lisboa.

## Référence
- (pt) Cet article est partiellement ou en totalité issu de l’article de Wikipédia en portugais intitulé « Rio Ratones » (voir la liste des auteurs).